# Copa Emirates de 2017
A Copa Emirates de 2017 foi um torneio amistoso de futebol, realizado na pré-temporada e organizado pelo Arsenal no seu estádio local, o Emirates Stadium. Foi a nona edição da Copa Emirates, uma competição inaugurada em 2007. Realizada no fim de semana dos dias 29 e 30 de julho de 2017, os participantes foram o Arsenal, o Sevilla, o RB Leipzig e o Benfica. Foi a primeira edição realizada desde 2015, quando ocorreu uma reconstrução do gramado, deixando a competição em hiatus na edição de 2016.
Cada equipe disputou duas partidas, com três pontos concedidos para cada vitória, um ponto para o empate e nenhum ponto para a derrota. Um ponto adicional foi concedido para cada gol marcado. Como a competição só possuiu quatro partidas, o Arsenal acabou por não enfrentar o RB Leipzig, bem como não ocorreu o embate entre Sevilla e Benfica. No primeiro dia do torneio, o Sevilla derrotou o RB Leipzig com um único gol, enquanto o Arsenal superou ao Benfica por 5–2. Apesar do Sevilla derrotar o Arsenal no segundo jogo e alcançar o número máximo de vitórias, os ingleses se sagraram campeões por terem marcado mais gols durante os dois dias. O RB Leipzig derrotou o Benfica por dois gols e encerrou na terceira posição.

## Antecedentes
A Copa Emirates foi inaugurada em julho de 2007, depois que o Arsenal finalizou os planos para organizar uma competição de pré-temporada em seu próprio estádio. A competição recebe este nome devido ao principal patrocinador do Arsenal, Emirates; a associação entre a companhia aérea com o clube de futebol iniciou em 2004. O Arsenal venceu o primeiro torneio, que contou com a presença de mais de 110 mil pessoas nos dois dias. Em 2016, a Copa Emirates foi cancelada para facilitar obras de reconstrução de partes do gramado essenciais no Emirates Stadium. A edição de 2017 foi televisionada ao vivo no Reino Unido pela Quest e pela ESPN Deportes nos Estados Unidos.

## Resumo

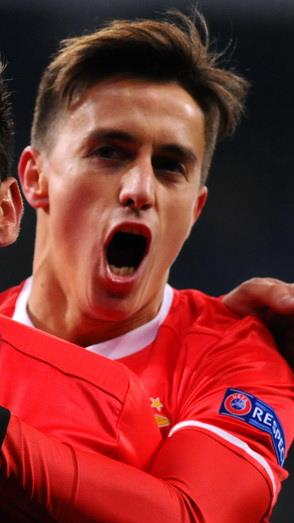
Franco Cervi marcou o primeiro gol do Benfica contra o Arsenal.

O RB Leipzig enfrentou o Sevilla na partida de abertura do torneio. A equipe alemã não contava com o atacante Timo Werner, fato que fez o treinador Ralph Hasenhüttl nomear o recém-contratado Jean-Kévin Augustin como titular. O meio-campista Emil Forsberg obrigou o goleiro do Sevilla Sergio Rico a fazer uma boa defesa no início da partida, com um chute de longa distância. O RB Leipzig continuou a criar chances e no minuto 18 uma bola jogada sobre a defesa do Sevilla encontrou a Augustin. O chute de voleio do atacante, no entanto, foi sobre o gol e em direção às arquibancadas. O primeiro ataque importante do Sevilla aconteceu logo após a marca de meia hora de jogo, e resultou em uma penalidade. O desarme de Bernardo em Walter Montoya na grande área foi considerado como uma falta, apesar dos replays no vídeo mostrarem que o defensor conseguiu tirar a bola do meio-campo do Sevilla de forma limpa. Wissam Ben Yedder cobrou a penalidade com sucesso e assim deu a vantagem no placar ao Sevilla. O jogo manteve-se em 1–0, apesar de ambos os clubes criarem chances de mudar o marcador final da partida.
O Arsenal enfrentou o Benfica no jogo seguinte. Os anfitriões saíram atrás no marcador; um passe longo de Pizzi no campo do Arsenal foi interceptado e dominado por Jonas e chegou até a Franco Cervi, cuja finalização desviou em Per Mertesacker e foi para dentro do gol. Theo Walcott respondeu marcando duas vezes em nove minutos e virando o placar, mas Eduardo Salvio igualou para os campeões portugueses antes do intervalo. No segundo tempo, o Arsenal marcou três gols - primeiro, um gol contra de Lisandro López, após, uma jogada bem trabalhada que acabou com a conclusão do atacante Olivier Giroud e, finalmente, o gol de Alex Iwobi, cujo chute alcançou a parte de cima da rede. O recém-contratado Sead Kolašinac esteve envolvido diretamente na construção dos três gols; por isso, o treinador do Arsenal, Arsène Wenger, afirmou em uma entrevista depois do jogo sobre sua contribuição: "Hoje ele foi influente, os dois primeiros gols vieram dele. Ele parece habilidoso e o tempo de sua disponibilidade no futuro é muito bom".
No segundo dia do torneio, o RB Leipzig venceu o Benfica por dois gols. Halstenberg abriu o marcador no minuto, em uma jogada bem trabalhada com Federico Palacios, antes de concluir o chute no canto superior esquerdo da rede. O RB Leipzig garantiu a vitória no segundo período quando Marvin Compper marcou. Após uma cobrança de falta de Dominik Kaiser, o defensor cabeceou a bola sobre o goleiro do Benifca, Bruno Varela. O RB Leipzig terminou o torneio em terceiro lugar com cinco pontos, enquanto o Benfica terminou na lanterna, com dois pontos. Hasenhüttl ficou encantado com o desempenho de sua equipe, dizendo aos jornalistas: "Estou orgulhoso de como os nossos jovens jogadores tocaram a bola. A recuperação constante da posse foi a chave para a vitória".
O Arsenal entrou no último dia da competição sabendo que um empate seria suficiente para ganhar a Copa Emirates. Alexandre Lacazette começou criando chances para o Arsenal, assim como fez Mesut Özil, enquanto Ben Yedder se destacava no lado de Sevilla na linha de três, que também tinha Nolito e Joaquín Correa. Depois de um primeiro tempo sem alterações no marcador, o Sevilla abriu o placar após uma inversão de bola de Ben Yedder encontrar a Correa, que em velocidade conseguiu superar ao goleiro Petr Čech. Lacazette empatou para o Arsenal, mas os anfitriões sofreram novamente o revés após uma conclusão de longe de Steven N'Zonzi que acertou ao canto superior direito. O Sevilla ganhou, mas apesar de um aproveitamento de 100%, terminou em segundo lugar porque os pontos do Arsenal e a diferença de gols eram idênticos aos deles, e o clube espanhol marcou menos gols nos dois dias.

## Classificação
Cada time disputou dois jogos, com três pontos concedidos para a vitória, um para o empate, nenhum para a derrota, e um ponto extra para cada gol marcado.
| Pos. | Equipe     | Pts | J | V | E | D | GP | GC | SG |
| ---- | ---------- | --- | - | - | - | - | -- | -- | -- |
| 1    | Arsenal    | 9   | 2 | 1 | 0 | 1 | 6  | 4  | 2  |
| 2    | Sevilla    | 9   | 2 | 2 | 0 | 0 | 3  | 1  | 2  |
| 3    | RB Leipzig | 5   | 2 | 1 | 0 | 1 | 2  | 1  | 1  |
| 4    | Benfica    | 2   | 2 | 0 | 0 | 2 | 2  | 7  | -5 |

Fonte:

## Partidas
Todas as partidas seguem o fuso horário do verão inglês (UTC+1).
| 29 de julho | RB Leipzig | 0 – 1      | Sevilla                      | Emirates Stadium, Londres   |
| 14:00       |            | Reportagem | Wissam Ben Yedder 35' (pen.) | Árbitro: ING Stuart Attwell |

| 29 de julho | Arsenal                                                             | 5 – 2      | Benfica                        | Emirates Stadium, Londres   |
| 16:20       | Theo Walcott 24', 32' · Lisandro Lopez 52' · Giroud 64' · Iwobi 70' | Reportagem | Cervi 11' · Eduardo Salvio 39' | Árbitro: ING Anthony Taylor |

| 30 de julho | RB Leipzig                                  | 2 – 0      | Benfica | Emirates Stadium, Londres |
| 14:00       | Marcel Halstenberg 19' · Marvin Compper 53' | Reportagem |         | Árbitro: AUS Peter Green  |

| 30 de julho | Arsenal                 | 1 – 2      | Sevilla                                 | Emirates Stadium, Londres   |
| 16:20       | Alexandre Lacazette 62' | Reportagem | Joaquin Correa 49' · Steven N'Zonzi 69' | Árbitro: ING Andre Marriner |

## Artilheiros

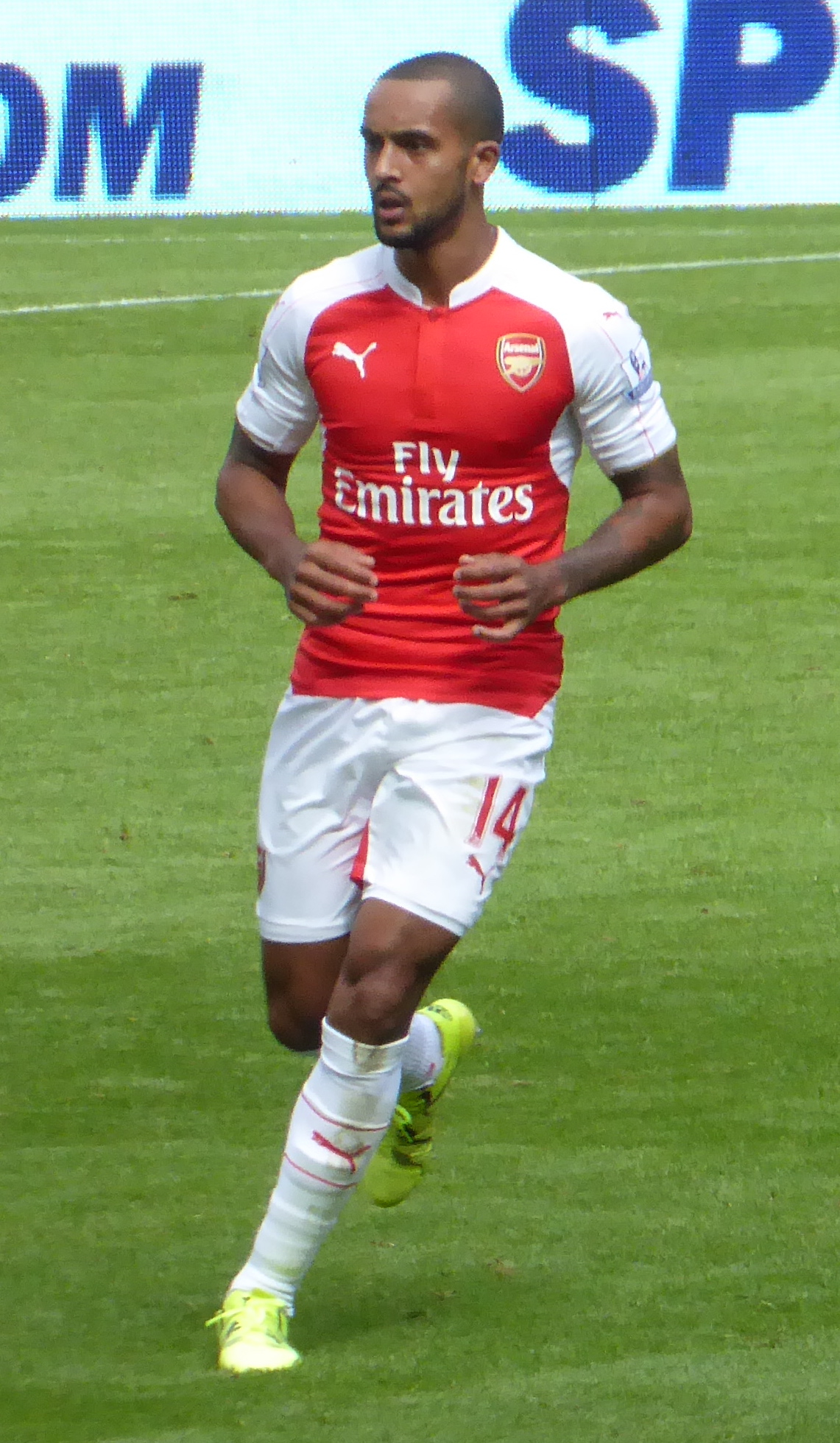
Theo Walcott foi o artilheiro da competição com dois gols marcados.

Ao marcar dois gols na partida diante do Benfica, o atacante inglês Theo Walcott, do Arsenal, foi o artilheiro da competição. Todos os outros dez atletas marcaram um gol cada.
| Pos. | Nome                | Equipe     | Gols |
| ---- | ------------------- | ---------- | ---- |
| 1    | Theo Walcott        | Arsenal    | 2    |
| 2    | Wissam Ben Yedder   | Sevilla    | 1    |
| 2    | Franco Cervi        | Benfica    | 1    |
| 2    | Marvin Compper      | RB Leipzig | 1    |
| 2    | Joaquín Correa      | Sevilla    | 1    |
| 2    | Olivier Giroud      | Arsenal    | 1    |
| 2    | Marcel Halstenberg  | RB Leipzig | 1    |
| 2    | Alex Iwobi          | Arsenal    | 1    |
| 2    | Alexandre Lacazette | Arsenal    | 1    |
| 2    | Steven N'Zonzi      | Sevilla    | 1    |
| 2    | Eduardo Salvio      | Benfica    | 1    |